# Dracophyllum latifolium

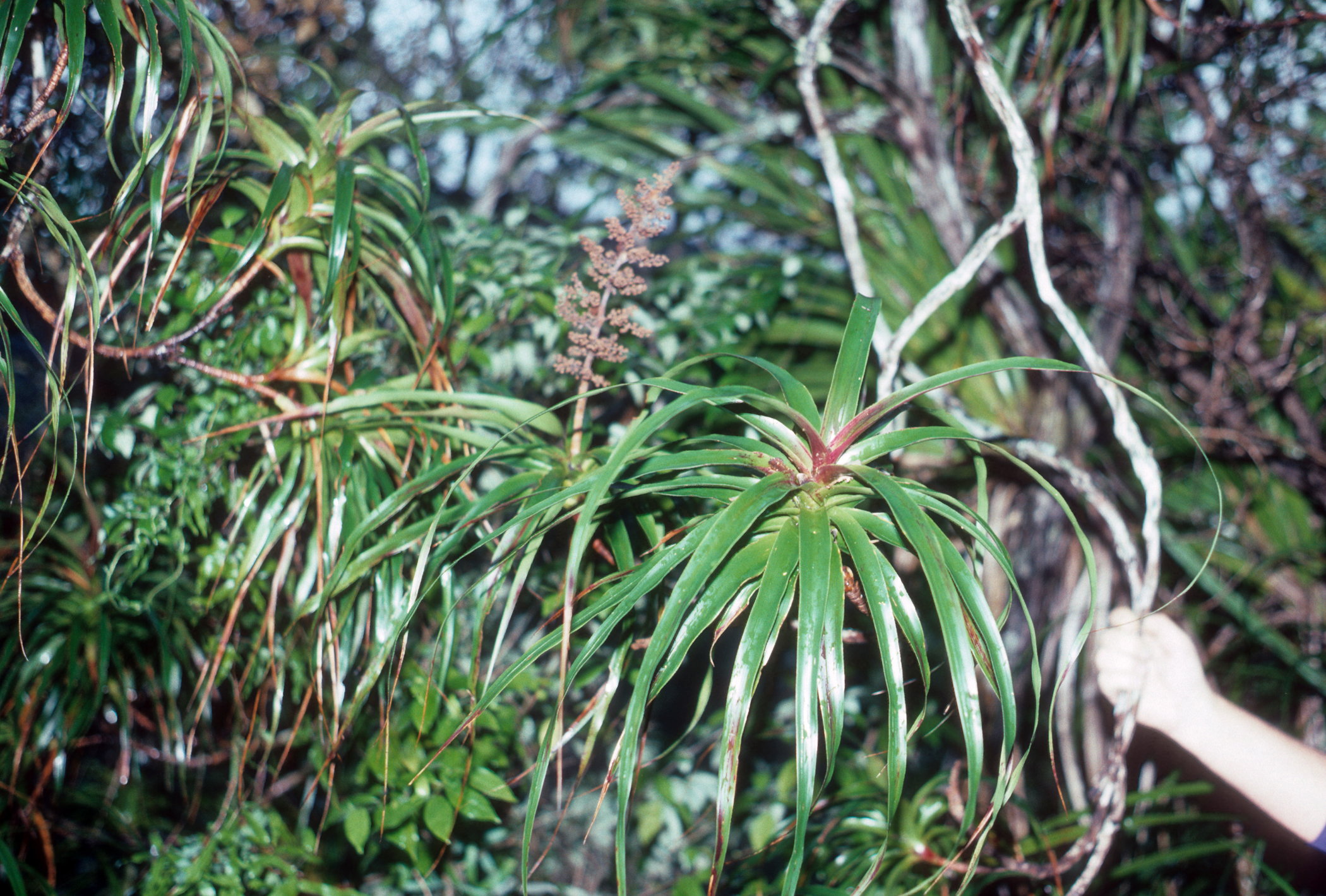
Listy a květenství

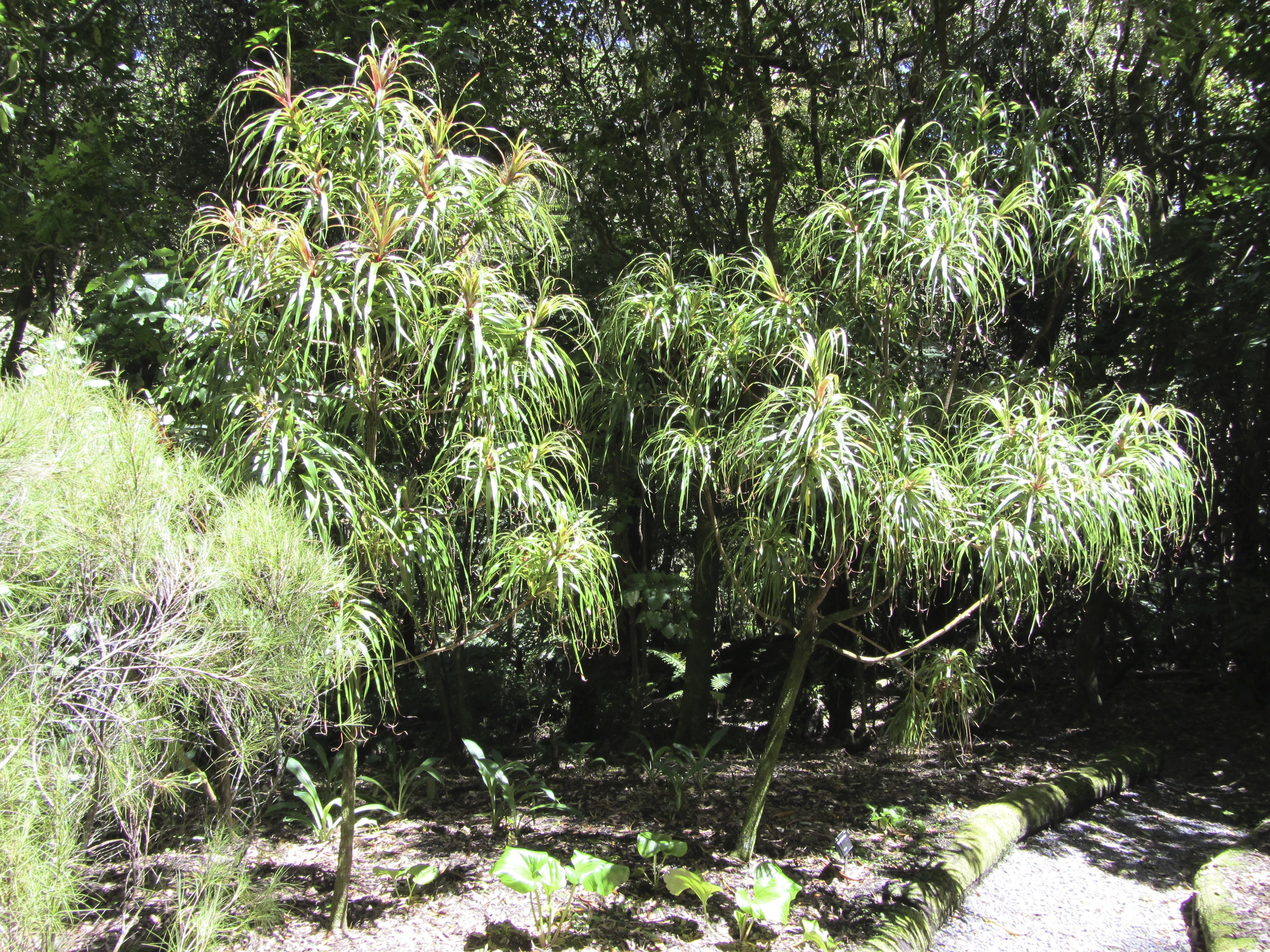
Mladí jedinci

Dracophyllum latifolium (v maorštině 'neinei') je nevysoký strom se svícnovitě rozvětvenou korunou, endemit Severního ostrova Nového Zélandu. Na koncích jeho větví jsou růžice svěšených lesklých listů a v době kvetení vyrůstají z jejich středů vztyčená květenství. Je jedním z více než šedesáti popsaných druhů rodu Dracophyllum, velikostně rozdílných od nízkých kompaktních keříků po vzrostlé stromy.
Ve volném překladu pojmenování rodu Dracophyllum značí 'dračí list', toto rodové jméno dostal podle podoby s dračincem dračím, nepříbuzným stromem rostoucím na Kanárských ostrovech a Madeiře. Druhové jméno latifolium ('širokolistý') odkazuje na jeho relativně široké listy vůči jiným druhům rodu. Popsán byl Allanem Cunningham, anglickým botanikem a průzkumníkem z prvé poloviny 19. století, jenž popsal téměř stovku tehdy objevených rostlin.

## Rozšíření
Tato dřevina roste pouze v přírodě Nového Zélandu, v severní a západních oblastech Severního ostrova. Vyrůstá nejčastěji v lesích poblíž Aucklandu a v nejsevernějším regionu Northlandu. Dále již podstatně méně se objevuje v pohoří Raukumara Range, ve spoře osídlené kopcovité krajině Te Urewera a ojediněle také na severozápadě ostrova v okolí spícího stratovulkánu Mount Taranaki.

## Ekologie
Rostlina obvykle vyrůstá v lesích, na mírných i strmých svazích, v nížinaté i subalpínské oblasti, v údolí řek nebo podél břehů potoků. V oblastech jižněji od Aucklandu se obvykle nachází ve vyšších nadmořských výškách, až do 1000 m n. m., ve kterých se vyskytuje současně s podobným druhem Dracophyllum traversii, se kterým se i kříží.
Vyrůstá jako součást světlých lesů, přirozeně se téměř nevyskytuje jako solitéra. Zpravidla roste na polostinných místech pod korunami vysokých stromů, namnoze jako podrost mohutných dlouhověkých stromů, damaroní jižních. Nejlépe se mu daří ve vlhké, ale ne podmáčené půdě dostatečně zásobené humusem. V závislosti na místních podmínkách kvete v září až lednu a plody dozrávají od února do května. Rostliny jsou dlouhověké, dožívají se až 500 roků a mají počet chromozomů 2n = 26.

## Popis
Dřevina má obvykle tvar nízkého stromu vysokého do 7 m, ojediněle až 10 m a kmen nemívá širší než 30 cm; někdy vytváří pouze keř. Téměř nevětvené, vzpřímeně rostoucí hlavní větve vytvářejí zvláštní otevřenou korunu. Letorosty bývají zprvu červenohnědé, později dostávají barvu šedavě hnědou až hnědou.
Listy rostou nahloučené v hustém trsu na koncích větví stromu nebo stonků keře, jsou podobné nepříbuzným broméliím, na zbytku větví jsou patrné prstence jizev po opadaných starých listech. Kožovité, pozvolna převislé, v mládí načervenalé listy bývají dlouhé do 80 cm a široké nejvýše 3 cm. Jsou kožovité, tuhé a lysé, vyrůstají jednotlivě z překrývajících se blanitých pochev, po okraji jsou drobně pilovité až zubaté a na konci se pozvolna zužují do povislé špičky, před opadem se zbarvují do červenohněda. Mají výraznou podélnou žilnatinu podobnou s jednoděložnými rostlinami, obsahují četné alkaloidy, které způsobují jejich nepoživatelnost pro zvířata a po opadu zabraňují v růstu plísním, čímž podstatně zpomalují jejich rozklad. Výsledkem je pod stromy hluboká vrstva opadanky z nerozložených listů, jenž brání v růstu případným novým semenáčům.
Ze středu koncového trsu listů vyrůstá pyramidální hroznovité květenství s 10 až 40 cm dlouhým žlutavým vřetenem, zprvu vztyčeným a později sklopeným. Na ose květenství hustě vyrůstají téměř v pravém úhlu 3 až 6 cm dlouhé odbočné větve, které bývají porůstají mnoha bílými, krátce stopkatými, zvonkovitými květy velkými 3 až 5 mm. Oboupohlavné pětičetné květy s prchavými listeny vytvářejí klastry po pěti až deseti, květenství jich může celkem obsahovat 600 až 2000. Vejčité kališní lístky květů bývají dlouhé asi 2 mm, na konci zahnuté bílé korunní lístky vytvářejí rozšířenou trubku o délce až 5 mm. Z korunní trubky vyčnívá pět tyčinek s prašníky a čnělka s hlavičkovitou bliznou. Pod horním vejčitým semeníkem s pěti oddíly jsou šupinovité medníky s nektarem pro přilétající opylující hmyz.
Plod je kulovitá, slabě zmáčknutá tobolka, která ve zralosti je červenohnědá a otvírá se ještě na rostlině. Bývá dlouhá 2 až 4 a široká 1 až 2 mm a obsahuje četná lehká, vejčitá, žlutohnědá semena velká okolo 1 mm.

## Rozmnožování
Strom může vyprodukovat množství semen, která jsou rozptylována větrem. Pravděpodobně vhledem na tlustou vrstvu opadaných listů se v okolí mateřského stromu nové semenáče vyskytují jen velmi sporadicky. Dřevina se v přírodě i zahradnických podnicích rozmnožuje čerstvými semeny stratifikovanými několik týdnů při 4 °C, případné řízkování nemívá kladné výsledky. Úspěšně lze přesadit jen mladý semenáč, nikoliv starší rostlinu.

## Význam
Dracophyllum latifolium nemá valný ekonomický význam, v minulosti byla z listů domorodci získávána textilní vlákna. V současnosti bývá dřevina ojediněle vysazována v okrasných zahradách, tam však i za příhodných podmínek roste tak pomalu, že je většinou považována za keř. Podle hodnocení organizace 'New Zealand Threat Classification Systém' (NZTCS) tento druh, který roste na vícero místech a není lidmi k ničemu využíván, není pokládán za rostlinu ohroženou.